# Bana Jabri
Pour les articles homonymes, voir Jabri.
Bana Jabri est une gastro-entérologue et immunologiste française d'origine syrienne et arménienne. Elle est professeure Sarah et Harold Lincoln Thompson au Département de médecine de l'université de Chicago jusqu'en 2024 Elle mène des recherches sur les maladies inflammatoires de l'intestin, notamment la maladie cœliaque.
Elle est directrice de l'Institut Imagine depuis janvier 2025.

## Enfance et formation
Bana Jabri naît à Damas, en Syrie, d'un père syrien d'un milieu très privilégié et d'une mère arménienne infirmière anesthésiste. Elle déménage en Allemagne à l'âge de deux ans et en France à l'âge de douze ans. Elle étudie à l'université Paris-Diderot, où elle obtient une licence en biochimie en 1986. Elle obtient son doctorat en médecine à l'Institut Pasteur en 1991, puis elle est interne des hôpitaux de Paris, où elle a son premier enfant. Elle effectue ensuite un stage aux National Institutes of Health des États-Unis. Elle retourne à l'université Paris Diderot pour un doctorat en immunologie, qu'elle obtient en 1996.

## Carrière
En 1994, elle accepte un poste de professeur assistant au service de gastro-entérologie pédiatrique (en) de l'hôpital Necker-Enfants malades, jusqu'en 1998. En 1999, elle travaille à l'université de Princeton en tant que chercheuse, devenant chercheuse scientifique l'année suivante. Elle accepte un poste à l'université de Chicago en 2002 en tant que professeure adjointe ; elle est promue en 2005 professeure agrégée et en 2011 professeure titulaire. En 2006, elle devient codirectrice du centre de recherche sur les maladies digestives et en 2011, elle est nommée directrice de la recherche du centre sur la maladie coeliaque. En 2018, elle est titulaire d'une chaire nommée, devenant ainsi professeur Sara et Harold Lincoln Thompson.
Elle est nommée directrice de l'Institut Imagine en janvier 2025,.

## Récompenses et honneurs
En 2009, elle devient la première chercheuse aux États-Unis à remporter le prix William K. Warren, Jr. pour l'excellence en recherche sur la maladie coeliaque. En 2017, elle reçoit le prix Lloyd Mayer en immunologie des muqueuses. Elle est également membre élue de l'Association of American Physicians (en) et lauréate du prix Llewellyn John et Harriet Manchester Quantrell pour l'excellence en éducation de premier cycle.